# Aleksandr Levin
Aleksandr Romanovich Levin (tiếng Nga: Александр Романович Левин; sinh ngày 13 tháng 5 năm 1991) là một cầu thủ bóng đá người Nga. Anh thi đấu cho FC Znamya Truda Orekhovo-Zuyevo.